# Horn Gyula sétány és Gyermek tér
A Horn Gyula sétány Budapest XIII. kerületének angyalföldi részén elhelyezkedő közterület. A Mosoly utca folytatásaként a Gyermek téren keresztül egyenesen halad 190 méter hosszan a Nővér utcától a Béke utcáig. A tér keresztpontjában („közepén”) a Fivér és Kedves utcák vonalában egy kör alakú szökőkút szakítja meg a sétány vonalát. Önálló közterületként a sétányt 2021 szeptemberében hozták létre telekalakítással leválasztva a térről, helyrajzi száma: 26085/1131 (gyalogút).
A sétányt Horn Gyula volt miniszterelnökről nevezték el, ünnepélyes átadására 2022. július 5-én került sor, Horn születésének 90. évfordulója alkalmából. Az névadás kezdettől fogva a viták középpontjában állt.

## Gyermek tér
A tér 1939-ben, egy egységes rendezési terv alapján kezdődött lakótelep-építés részeként jött létre. Az 1940-es évek elején magdolnavárosi OTI-kertváros néven (másik nevén: Horthy Miklós kertváros) megkezdett építkezést a második világháború megszakította, így akkor még csak papíron létezett, de 1950-re megépültek a környék jellegzetes, egyforma kétemeletes sávházai is. A családi viszonyokat megjelenítő utcanévbokor részeként kapta a gyermek nevet, nyugatról a Nővér utca, keletről a Béke utca határolja. Délen a Pontos utca sávházai, északon hasonló sávházak, az anyatejgyűjtő állomás (ma a Heim Pál gyermekkórház autista mintaháza és fogászati rendelője) és a modern tanuszoda határolják.
A tér az első AngyalZÖLD program (2008–2011) keretében megvalósult rekonstrukciója során teljesen megújult, park jellegét további faültetéssel, virágágyásokkal erősítették, a gyalogutakat térkővel burkolták, egy sakkasztallal is bővült, és talajvízkutas öntözőrendszert építettek ki.
2013-ban a tér sarkában lévő (a tanuszodával szemben) az egy szintes Derűs Szívek idősek klubját pincével és tetőtér-beépítéssel háromszintesre bővítették (összesen 472 m2 +terasz), korszerű nyílászárókkal és hőszigeteléssel látták el, valamint akadálymentesítették (1973-ban épült a térre, akkor mint Öregek Napközi Otthona). A téren fitnesz parkot is létrehoztak, melyet az idősebb és a fiatalabb generációk is használni tudnak (12 fő egyszerre). A térre kutyát bevinni nem lehet, külön kutyafuttató épült a kutyásoknak, valamint biciklivel sem lehet behajtani.
Egy évvel Horn Gyula halálát követően, 2014-ben a XIII. kerület önkormányzata egész alakos szobrot állított a volt miniszterelnöknek. (A szobrot 2023. február közepén sárral öntötték le, az önkormányzat feljelentést tett a rongálás miatt.)

## Horn Gyula sétány
A Gyermek tér létrejötte előtt az ezen a vonalon futó utca neve Agyag utca volt, amelyet a tér kialakítása után nevezték át Mosoly utcára. Eleinte a tér közepén játszótér volt homokozóval, hintákkal, majd az 1960-es évek elején gyermek közlekedési park létesült, vagyis a Mosoly utca gyalogútként sem folytatódott a Béke utcáig, az csak később alakult ki, az 1970-es években.
Mai formáját, a térkővel borított széles gyalogútként a tér rekonstrukciója során nyerte el (2009 körül). 2011-ben a teret képzeletben kettészelő Fivér és Kedves utca vonalában (a tér „közepén”) egy kör alakú szökőkút épült (átmérője kb. 7,5 méter). A szökőkút körül karfás ülőpadok, és virágágyás keretezi a sétány kiöblösödő részét.
Az önkormányzat 2021. szeptember elején kezdeményezte Budapest Főváros Kormányhivatalánál, hogy a sétány külön közterület legyen. A Gyermek tér két részre vált (déli fele a 26085/1130 helyrajzi számon 7485 négyzetméteres, a sétány északi oldala  26085/1132 helyrajzi számon 10 049 m2 nagyságú lett, ebből az idősek otthona 2150 m2), és középen jött létre a sétány (26085/1131 hrsz., 1041 m2, jóváhagyva: 850126/10/2021. számú határozat,  2021. szeptember 13). Ugyanakkor a képviselő testület határozatot hozott, hogy a telekalakítással újonnan létrejött közterület a Horn Gyula sétány nevet kapja, amit a Fővárosi Közgyűlés 2022. júliusában fogadott el.
2023. február 25-én a Mi Hazánk Mozgalom tagjai a kommunizmus áldozatainak emléknapján fekete zacskókkal takarták le az utcanévtáblákat. Novák Előd alelnök szerint ők ezzel csak a törvényes rendet állították helyre, egyelőre szimbolikusan, ideiglenesen, mert szerinte Horn részt vett „a 20. századi önkényuralmi politikai rendszerek megalapozásában, kiépítésében vagy fenntartásában”, ezért róla a önkormányzatokról szóló törvény szerint nem lehet elnevezni közterületet.

## A sétány névadásával kapcsolatos viták
2022. június 8-án a Fővárosi Közgyűlés a fideszes képviselők ellenszavazatával elfogadta az előterjesztést. A vitában a Fidesz részéről Ughy Attila azzal érvelt, hogy Horn „konfliktusos személyiség” az 1956-os forradalomban betöltött szerepe miatt. A javaslat mellett szólalt fel Horváth Csaba és Karácsony Gergely. Elhangzott, hogy Horn történelmi személyiség és az is, hogy Magyarország közel 3200 települése közül csak a 23 budapesti kerület nem döntheti el önállóan, hogy kiről nevez el közteret. Karácsony szerint „mindannyian tudjuk, hogy volt a történelemnek olyan pillanata, amikor Horn Gyula a rossz oldalon állt”, de hozzátette: „a bevallott bűnöket meg lehet bocsátani”. Wintermantel Zsolt módosító indítványát, hogy erről a kérdésről ne szavazzanak, nem fogadta el a baloldali többségű közgyűlés.
Ungváry Krisztián történész néhány héttel később Horn Gyula és a Fidesz „ellenzékének” nyomorúsága címmel véleménycikket írt a Telexen. Ebben kritizálja, hogy politikusokról idejekorán nevezzenek el köztereket. Szerinte rossz döntés született, és azt bizonyítja, hogy az ellenzék – akárcsak a Fidesz – nem vesz figyelembe erkölcsi szempontokat. Egyik érve ehhez, hogy Horn Gyula kormányzásának történészi feldolgozása még nem történt meg (az iratok titkossága miatt ez nem is lehetséges, így a névadáskor hivatkozott, Horn rendszerváltozás utáni pozitív szerepe is vitatható), ezért a döntés nem lehet szakmai, csak politikai alapú. Másik érve, hogy politikusokról haláluk utáni húsz éven belül közterületet elnevezni nem célszerű, mert időt kell hagyni arra, hogy kiderüljön „minek kell fennakadnia az emlékezet rostáján és mi az amire méltóképp hullhat a feledés homálya”. Demszky Gábor főpolgármestersége idején még 25 évvel a halála után lehetett közterületet elnevezni valakiről, ezt viszont a Fidesz öt évre csökkentette, amikor 2012-ben Puskás Ferencről közteret akartak elnevezni, és ezzel lehetőséget adtak arra, hogy Horn Gyula halála után csupán 9 évvel a sétány névadója lehessen. Igaz Tarlós István főpolgármestersége alatt nem éltek politikusi névadással, de így ez már csak szokásjog maradt. Érvei között szerepel még, hogy a Horn-kormány is felelős azért, ahogyan az Orbán-kormány lebontja Magyarországon a jogállamiságot, illetve, hogy Horn az 1956-os szerepvállalását később sem bánta meg, ezért nem is lehet megbocsátani azt, hogy a rossz oldalon állt.
Ifj. Lomnici Zoltán alkotmányjogász a Magyar Nemzetnek nyilatkozva jogellenesnek nevezte a névadást, és annak bizonyítékát látta benne, hogy a baloldal nem határolódik el a kommunista rendszer által az 56-os szabadságharccal összefüggésben elkövetett bűnöktől. Hornnal kapcsolatban már korábban is viták folytak, hogy lehet-e névadó, mert Horn a forradalom idején 24 évesen a karhatalmi erőknél, a „pufajkásoknál” teljesített szolgálatot, később pedig az állampárti Magyarország külügyminisztere volt. Hetzmann Róbert, a Magyar Patrióták Közössége elnöke szerint ezt később sem bánta meg. A Magyar Nemzet későbbi cikke szerint pedig nem is tartotta bűnnek 56-os szerepvállalását.
Felföldi Zoltán, a Magyar Nemzet publicistája szerint törvénysértő volt, hogy az önkormányzat a vitás helyzetben nem kérte ki a Magyar Tudományos Akadémia (MTA) állásfoglalását. Azt állítja, hogy kezdeményezte a „Horn Gyula Emlékére Alapítvány” létrehozását, amihez a civil szervezetek nyilvántartásáról szóló törvény szerint az MTA engedélye szükséges, így jogalapja nyílt, hogy az MTA-hoz forduljon, amely nem engedélyezte az alapítvány névadását mert „közismert életútja nem hagy kétséget afelől, hogy részt vett, sőt vezető szerepet vitt XX. századi önkényuralmi rendszer kiépítésében és fenntartásában”. Az újságíró ebből arra következtetett, hogy akkor utcát sem szabad elnevezni Horn Gyuláról, és emiatt Budapest Főváros Kormányhivatalához fordult.
Novák Előd, a Mi Hazánk Mozgalom alelnöke szintén a kormányhivatal döntését kérte. Első megkeresésére azt válaszolták, hogy „törvényességi felügyeleti intézkedés nem tehető”, de Novák ezután újabb beadvánnyal élt, amelyre válaszul Sára Botond főispán 2023. március 23-án az önkormányzati törvényre hivatkozva úgy döntött, hogy a névadás jogszerűtlen, és felhívta a Fővárosi Önkormányzatot a jogszabálysértés 30 napon belüli megszüntetésére.
Kiss Ambrus főpolgármester-helyettes a főispáni határozatra úgy reagált, hogy a közgyűlés napirendre fogja venni az ügyet, de várhatóan harmadszor is a név mellett fog szavazni, Sára Botond pedig nem utasíthatja az önkormányzatot. Szerinte,  mivel a közgyűlési döntés már megszületett és akkor nem kérték az MTA állásfoglalását, annak utólag ilyen szempontból nincs is jelentősége.
2023. április 26-án a Fővárosi Közgyűlés ismét többségi határozattal, a fideszes képviselők nélkül elutasította a főispán határozatát, és a név megtartása mellett döntött. A kormányhivatal a Fővárosi Törvényszékhez fordult, amely 2024 augusztusában jogsértőnek nyilvánította a névadást.